# 6445 Bellmore
6445 Bellmore este un asteroid din centura principală de asteroizi.

## Descriere
6445 Bellmore este un asteroid din centura principală de asteroizi. A fost descoperit pe 23 martie 1990 la Observatorul Palomar de Eleanor Francis Helin. Asteroidul prezintă o orbită caracterizată de o semiaxă mare de 2,63 ua, o excentricitate de 0,12 și o înclinație de 14,0° în raport cu ecliptica.